# Ciao bella
Ciao bella è una sit-com canadese, ideata da Steve Galluccio ed andata in onda sulla rete CBC nella stagione televisiva 2004-2005. La serie è ambientata a Montréal, in Quebec. La protagonista, Elena Battista (interpretata da Claudia Ferri), è una giovane donna italocanadese, single, il cui desiderio di libertà entra spesso in conflitto con i valori tradizionali della sua famiglia.

## Episodi
Della serie è stata girata una sola stagione, di 13 episodi. Di seguito sono riportati i titoli della versione italiana:
- Un brutto risveglio
- È tutto qui?
- Questa è little Italy!
- Tanto rumore per un cannolo
- Elena di qua..Elena di là!
- Prima l'insulto...Poi il perdono!
- Il grande giorno
- Il nuovo mondo di Chatarine
- Principessa del Rap
- Conoscenze autorevoli
- Mentre Carmie era in luna di miele
- Ciao Bello
- "Ciao" significa anche "Arrivederci"

## Trama

### Episodio I
All'inizio della serie Elena subisce un incidente che la porta ad un passo dalla morte. Durante il coma promette a Dio che se le permetterà di svegliarsi, da quel giorno avrebbe vissuto fino in fondo ogni istante della sua vita, senza sprecarne nemmeno uno. Il suo desiderio sembra essere accolto: Elena si risveglia tra lo stupore dei parenti, che subito gridano al miracolo. Giunta a casa, Elena bacia appassionatamente Elio, che aveva cercato di destarla con un bacio sulla fronte, sussurrandogli: "Questo è un bacio da risveglio...".

### Episodio II
Per Elena è il primo giorno di lavoro dopo l'incidente. Nel suo ufficio trova ad attenderla un cliente della ditta di costruzioni, furioso perché la casa nella quale sarebbe dovuto andare ad abitare già da un mese non è ancora ultimata. Elena cerca di risolvere il problema di persona. Raccolti i documenti necessari, va a casa dell'uomo, promettendo che la casa sarebbe stata consegnata alla fine del mese. Nonostante ciò, lui e sua moglie decidono comunque di denunciare la ditta. Appena uscita, Elena riceve la chiamata di sua sorella Carlie, che le chiede di vederla, che ha una cosa importante da confidarle: è incinta. Il giorno dopo arriva in ufficio la notifica della querela e Nunzio, zio e datore di lavoro di Elena, va a parlare anche lui con i due coniugi, cercando di risolvere la questione senza arrivare in tribunale. La trattativa fallisce e, ormai ad orario di chiusura, Nunzio ordina ad Elena di presentarsi in ufficio prima, la mattina seguente perché le dovrà parlare. Aggiunge che la ritiene l'unica colpevole del fatto che saranno denunciati, facendole temere che perderà il posto di lavoro. La mattina seguente tuttavia riceverà una inaspettata sorpresa: lo zio ammette di aver gestito male il problema di quei clienti e che ritiene Elena la persona adatta a prendere il suo posto quando egli andrà in pensione, promuovendola così a sua socia.